# 曼戈奇县
14°30′S 35°15′E / 14.500°S 35.250°E
曼戈奇县（Mangochi District）是馬拉維南部的一個縣，屬於南部區的一部分，該縣北臨馬拉維湖，東接莫桑比克，南毗巴拉卡縣和馬欽加縣，西鄰恩切乌县，面積6,273平方公里，人口610,239。